# Buttigliera Alta

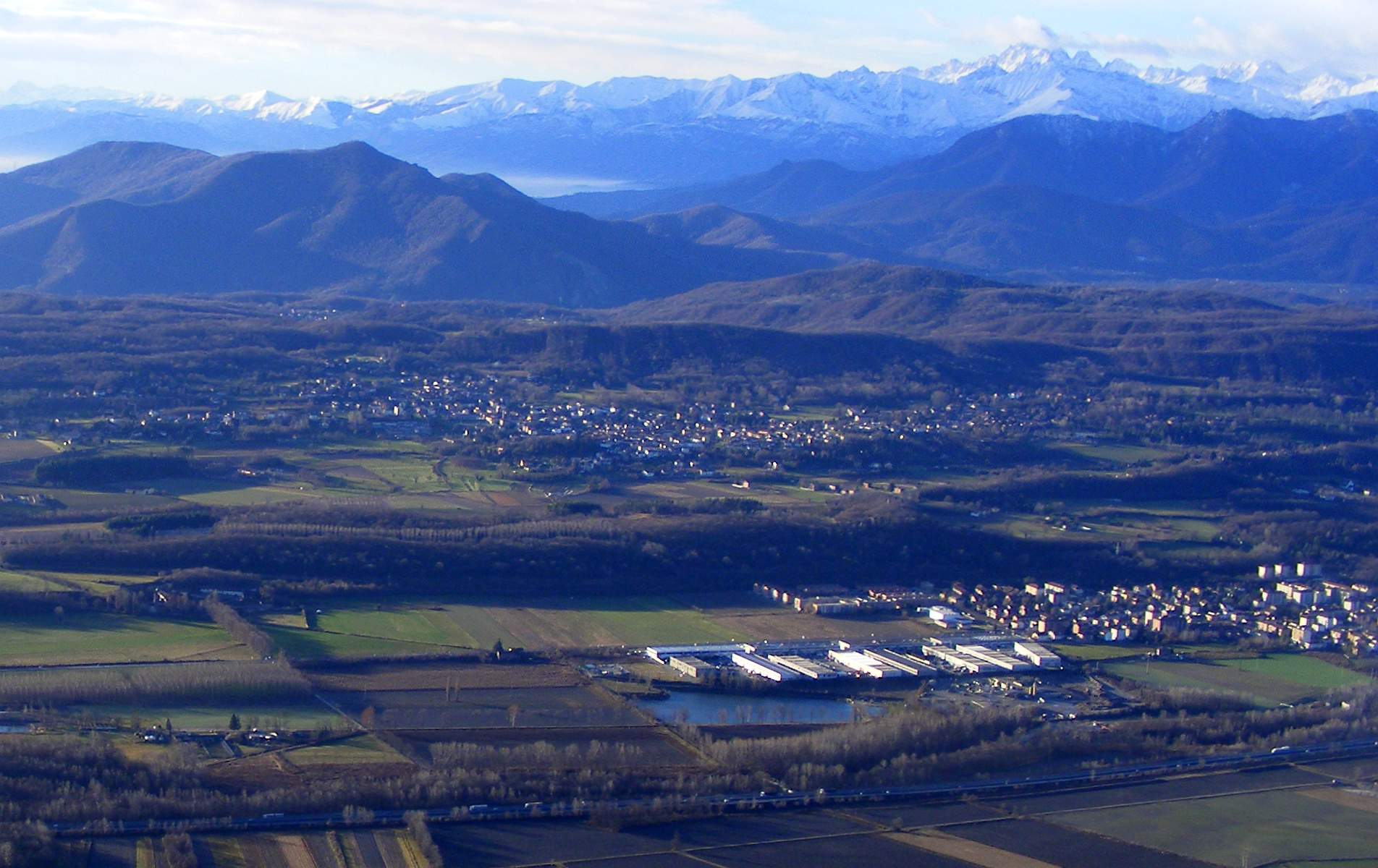
Panorama desde el Monte Musinè

Buttigliera Alta es una localidad y comune italiana de la provincia de Turín, región de Piamonte, con 6.537 habitantes.

## Evolución demográfica
| Gráfica de evolución demográfica de Buttigliera Alta entre 1861 y 2001 |
|                                                                        |
| Fuente ISTAT - elaboración gráfica de Wikipedia                        |